# هدى الرشيد
هدى عبد المحسن الرشيد إعلامية سعودية، وأول صوت نسائي عربي يتردد من هيئة الإذاعة البريطانية (BBC)، ولدت في القاهرة من أم سعودية من آل غالب (أشراف الطائف)، والدها الشيخ عبد المحسن الصالح السليمان الرشيد، الذي عرف بتولّيه بلدية الرياض عام 1950.

## التعليم
حصلت على الثانوية من بيروت، وعلى البكالوريوس من جامعة بكنجهام (1992)، ثم على الماجستير من لندن عام (1993)، وعلى شهادة ماجستير أخرى في اللغويات (1995)، من مدرسة الدراسات الشرقية والإفريقية، التابعة لجامعة لندن، وهي تعمل على تحضير الدكتوراه في مجال الإعلام.

## أعمالها
صوت نسائي عربي، يصافح أسماع المستمعين العرب من بي بي سي العربية صباحا ومساء، منذ ثلاثة عقود. وكانت أول مذيعة سعودية، ظهرت على شاشة تلفزيون الرياض لتقديم نشرة الأخبار بالعربية في صيف عام 1974. بدأت حياتها العملية في مطلع السبعينات إعلامية متعاونة مع إذاعة جدة، كما شاركت في تحرير صحيفة عكاظ بين عامي 1971 و1974، ثم ارتحلت إلى بريطانيا لتعمل منذ ذلك الحين في القسم العربي من هيئة الإذاعة البريطانية (بي بي سي)، ولتواصل تحصيلها العلمي، وقد أسهمت بنشاطات إذاعية وصحافية أخرى، وكان لوجودها مع زملائها الإعلاميين العرب دور هادئ جيد لتصحيح بعض المفاهيم والمعلومات الخاطئة عن القضايا العربية.

## مؤلفات
ألفت عدة روايات منها:
- غدا يكون الخميس (1975)
- العبث (1980)
- الطلاق (1993)

تولت دار روز اليوسف نشرها جميعا.